# Villa Sandrew

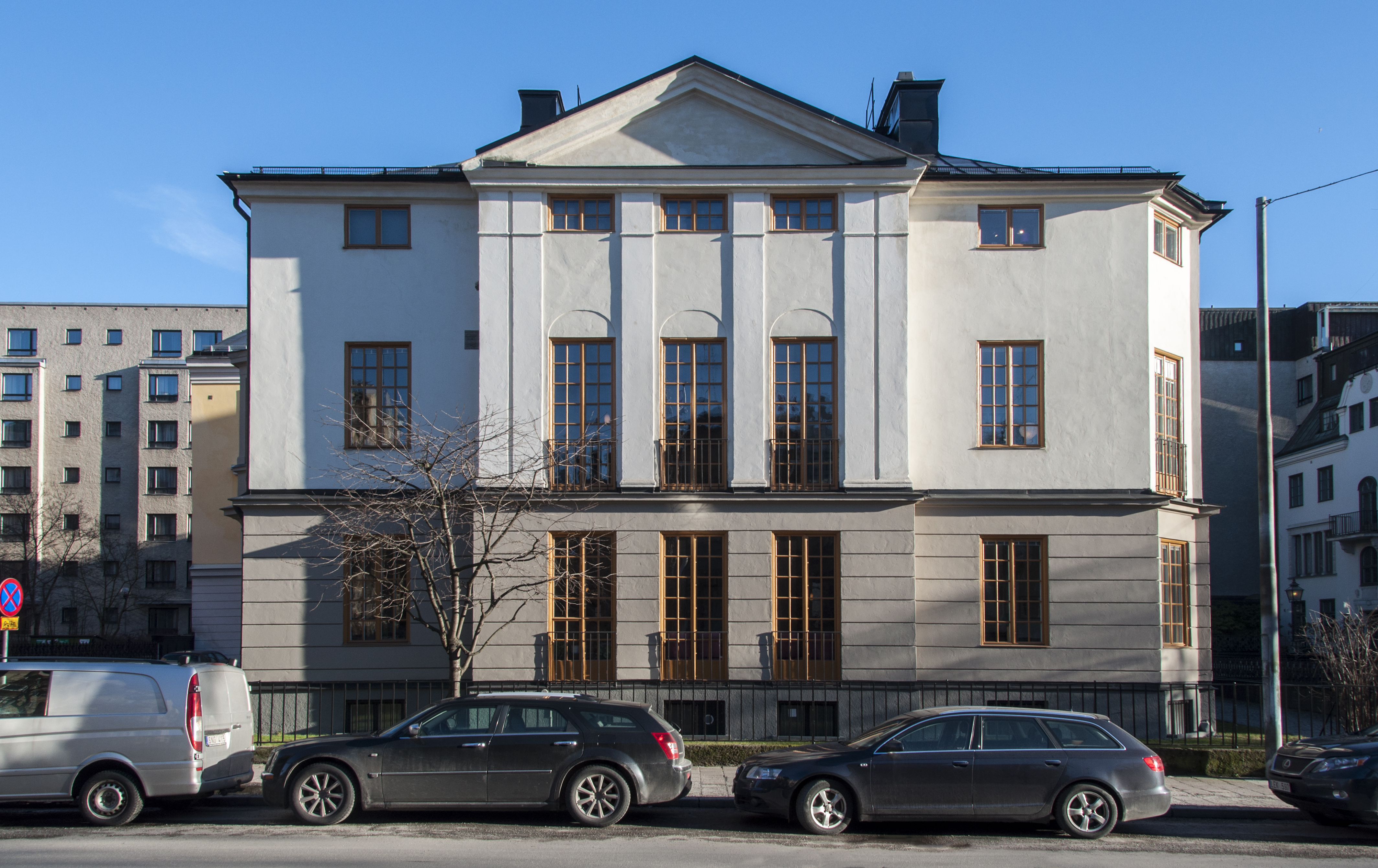
Villa Sandrew

Villa Sandrew är en byggnad på  Floragatan 4 i Villastaden på Östermalm i Stockholms innerstad som på 1970-talet blev huvudkontor för film- och teaterbolaget Sandrews. Byggnaden går ibland även under namnet Raschska villan.

## Historik
I den nya Villastaden som växte upp norr om Humlegården på 1870-talet försökte man reglera byggrätten till villatyper genom diverse servitut. Detta då villor inte stipulerats i stadsplanen.
Industrimannen Carl Frans Lundström köpte fastigheten vid Floragatan 3 åt sin dotter Calla och svärsonen Carl Curman på vilken de uppförde den Curmanska villan. Tomten mitt över gatan i kvarteret Lönnen reglerades däremot inte genom någon byggrätt, och under utsikten att någon skulle uppföra ett stort och skymmande hyreshus köpte Lundström även detta stycke mark. Han belade den därefter själv med servitut att endast ett mindre hus i villastil fick uppföras innan han sålde den vidare till byggmästare Johan Peter Schonberg.
1881 uppförde Schonenberg en tvåvånings villa, med två sjurumslägenheter, utmed gatan. Väl dolt på tomtens inre reste han dessutom ett tre våningar högt hyreshus samt stall och vagnbod. Byggnaderna, vars arkitekt är okänd, uppfördes på spekulation och såldes till grosshandlare J A Nyren som tog villan i besittning.
Inför svärsonen grosshandlare Nils Holmströms övertagande av fastigheten 1917 omgestaltades villan av arkitektduon Östlihn & Stark till det nuvarande utseendet. Villan som höjdes en våning blev då enfamiljsvilla där de tidigare ornerade putsfasaderna slätades ut till ett närmast asketiskt utseende.
Byggnaden såldes redan 1921 vidare till civilingenjören och affärsmannen Herman Rasch. Rasch hade gjort sig en förmögenhet inom handel och industri i Ryssland de närmast föregående decennierna. Han gjorde sig bemärkt som konstsamlare, filmproducent och tävlingsryttare. I den översta våningen inredde han ett tavelgalleri med utländska mästare så som Rembrandt, Velasquez och Goya. Här fanns även en tidig hemmabio.
Byggnaden kontoriserades på 1950-talet. Runt 1970 tog administrationen för Sandrews film- och teaterbolag huset i besittning. Idag är den huvudkontor för Anders  Sandrews Stiftelse.